# Đường giới hạn phía Bắc

Các sự cố thường xảy ra ở vùng biển phía nam của Đường giới hạn phía Bắc, được biểu thị bằng đường màu đỏ chia tách CHDCND Triều Tiên và Hàn Quốc.

Đường giới hạn phía Bắc (tiếng Hàn: 북방한계선／北方限界線; âm Hán Việt: Bắc phương hạn giới tuyến) tiếng Anh: Northern Limit Line hoặc North Limit Line (viết tắt: NLL) là đường phân định ranh giới ở vùng biển Hoàng Hải trong vòng tranh chấp giữa Bắc Triều Tiên và Hàn Quốc trên Bán đảo Triều Tiên. Đường phân giới quân sự này đóng vai trò biên giới biển trên thực tế giữa hai miền Triều Tiên.

## Mô tả
Đường phân giới chạy giữa phần lục địa tỉnh Gyeonggi vốn là một phần của Hwanghae trước năm 1945, và các đảo ngoài khơi liền kề, bao gồm Yeonpyeong và Baengnyeong. Do các điều kiện của hiệp ước đình chiến, phần đất liền được nhượng lại cho CHDCND Triều Tiên kiểm soát, trong khi các đảo vẫn là một phần của Hàn Quốc mặc dù gần miền Bắc hơn.
Đường phân giới kéo dài ra biển từ giới tuyến quân sự (MDL), và bao gồm các đoạn thẳng giữa 12 Điểm giữa các kênh, mở rộng trong một vòng cung ngăn ngừa lối ra giữa cả hai bên. Vào đầu phía tây của đường kéo dài dọc theo vĩ tuyến 38 đến đường trung tuyến giữa Triều Tiên và Trung Quốc.

## Nguồn gốc

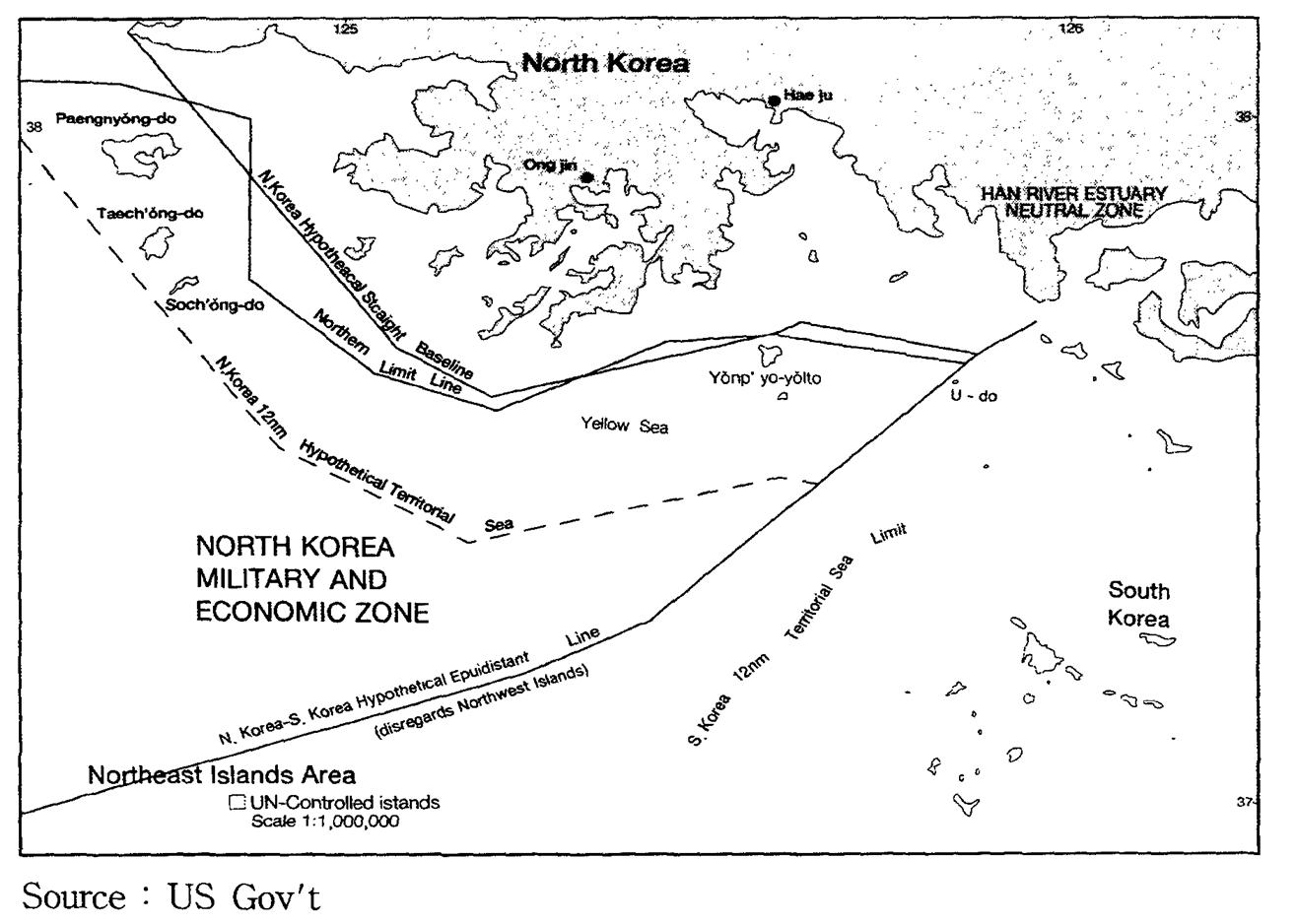
Một bản đồ của Chính phủ Mỹ cho thấy giới hạn lãnh hải 12 nmi của Triều Tiên, bỏ qua các hòn đảo ở phía tây bắc do UN Command quản lý, so sánh với Northern Limit Line.

Bản đồ tỉnh Hwanghae Nam của CHDCND Triều Tiên năm 1959 cho thấy một đường ranh giới phần gần các đảo của UNC, mà Hàn Quốc lập luận cho sự chấp nhận NLL của Triều Tiên.

### Quan điểm của CHDCND Triều Tiên

Biên giới trên biển tranh chấp giữa Triều Tiên và Hàn Quốc ở biển Hoàng Hải:
A: Đường giới hạn phía bắc do Bộ tư lệnh Liên Hợp Quốc tạo ra nam 1953
B: Triều Tiên tuyên bố "Inter-Korean MDL", 1999
Các địa điểm của đảo cụ thể được phản ánh trong cấu hình của mỗi ranh giới trên biển, bao gồm
1–Đảo Yeonpyeong
2–Đảo Baengnyeong
3–Đảo Daecheong
4-Jung-gu (Incheon Intl. Airport), 5-Seoul, 6-Incheon, 7-Haeju, 8-Kaesong, 9-Ganghwa County, 10-Bukdo Myeon, 11-Deokjeokdo, 12-Jawol Myeon, 13-Yeongheung Myeon